# Villamediana
Villamediana és un municipi de la província de Palència a la comunitat autònoma de Castella i Lleó (Espanya).

## Demografia
| 1991 | 1996 | 2001 | 2004 |
| ---- | ---- | ---- | ---- |
| 281  | 249  | 242  | 229  |

## Fills il·lustres
- Hermilio Alcalde del Río (1866-1947), arqueòleg